# Liang Chen
Pour les articles homonymes, voir Liang.
Dans ce nom chinois, le nom de famille, Liang, précède le nom personnel.
Liang Chen (梁晨, en chinois, pinyin : Liáng Chén), née le 25 février 1989 à Xuzhou, est une joueuse de tennis chinoise.

## Palmarès

### Titres en double dames
| No | Date       | Nom et lieu du tournoi                    | Catégorie    | Dotation    | Surface      | Partenaire       | Finalistes                           | Score              |          |
| -- | ---------- | ----------------------------------------- | ------------ | ----------- | ------------ | ---------------- | ------------------------------------ | ------------------ | -------- |
| 1  | 15-09-2014 | International Women's Open Guangzhou      | Intern'l     | 500 000 $   | Dur (ext.)   | Chuang Chia-jung | Alizé Cornet Magda Linette           | 2-6, 7-63, [10-7]  | Parcours |
| 2  | 02-03-2015 | BMW Malaysian Open Kuala Lumpur           | Intern'l     | 250 000 $   | Dur (ext.)   | Wang Yafan       | Yuliya Beygelzimer Olga Savchuk      | 4-6, 6-3, [10-4]   | Parcours |
| 3  | 17-05-2015 | Internationaux de Strasbourg Strasbourg   | Intern'l     | 250 000 $   | Terre (ext.) | Chuang Chia-jung | Nadiia Kichenok Zheng Saisai         | 4-6, 6-4, [12-10]  | Parcours |
| 4  | 03-11-2015 | Huajin Securities WTA Elite Trophy Zhuhai | Elite Trophy | 2 150 000 $ | Dur (int.)   | Wang Yafan       | Anabel Medina Arantxa Parra Santonja | 6-4, 6-3           | Parcours |
| 5  | 01-08-2016 | Jiangxi Women's Tennis Open Nanchang      | Intern'l     | 250 000 $   | Dur (ext.)   | Lu Jing-Jing     | Shuko Aoyama Makoto Ninomiya         | 3-6, 7-62, [13-11] | Parcours |
| 6  | 23-04-2018 | TEB BNP Paribas Istanbul Cup Istanbul     | Intern'l     | 250 000 $   | Terre (ext.) | Zhang Shuai      | Xenia Knoll Anna Smith               | 6-4, 6-4           | Parcours |

### Finales en double dames
| No | Date       | Nom et lieu du tournoi                            | Catégorie | Dotation    | Surface      | Vainqueures                       | Partenaire       | Score            |          |
| -- | ---------- | ------------------------------------------------- | --------- | ----------- | ------------ | --------------------------------- | ---------------- | ---------------- | -------- |
| 1  | 04-01-2015 | Shenzhen Open Shenzhen                            | Intern'l  | 500 000 $   | Dur (ext.)   | Lyudmyla Kichenok Nadiia Kichenok | Wang Yafan       | 6-4, 7-66        | Parcours |
| 2  | 23-08-2015 | Connecticut Open by United Technologies New Haven | Premier   | 754 163 $   | Dur (ext.)   | Julia Görges Lucie Hradecká       | Chuang Chia-jung | 6-3, 6-1         | Parcours |
| 3  | 29-02-2016 | BMW Malaysian Open Kuala Lumpur                   | Intern'l  | 250 000 $   | Dur (ext.)   | Varat. Wongteanchai Yang Zhaoxuan | Wang Yafan       | 4-6, 6-4, [10-7] | Parcours |
| 4  | 15-05-2016 | Internationaux de Strasbourg Strasbourg           | Intern'l  | 250 000 $   | Terre (ext.) | Anabel Medina Arantxa Parra       | María Irigoyen   | 6-2, 6-0         | Parcours |
| 5  | 19-09-2016 | Toray Pan Pacific Open Tokyo                      | Premier   | 1 000 000 $ | Dur (ext.)   | Sania Mirza Barbora Strýcová      | Yang Zhaoxuan    | 6-1, 6-1         | Parcours |

### Titre en double en WTA 125
| No | Date       | Nom et lieu du tournoi           | Catégorie | Dotation  | Surface    | Partenaire | Finalistes                        | Score    |          |
| -- | ---------- | -------------------------------- | --------- | --------- | ---------- | ---------- | --------------------------------- | -------- | -------- |
| 1  | 09-11-2015 | E@ Hua Hin Championships Hua Hin | WTA 125   | 125 000 $ | Dur (ext.) | Wang Yafan | Varat. Wongteanchai Yang Zhaoxuan | 6-3, 6-4 | Parcours |

## Parcours en Grand Chelem

### En simple dames
N'a jamais participé à un tableau final.

### En double dames
| Année | Open d'Australie        | Open d'Australie      | Internationaux de France      | Internationaux de France   | Wimbledon                 | Wimbledon                 | US Open                       | US Open                    |
| ----- | ----------------------- | --------------------- | ----------------------------- | -------------------------- | ------------------------- | ------------------------- | ----------------------------- | -------------------------- |
| 2015  | -                       | -                     | 1er tour (1/32) B. Jovanovski | C. Garcia K. Srebotnik     | 1er tour (1/32) R. Olaru  | B. Bencic K. Siniaková    | 1er tour (1/32) K. Koukalová  | D. Cibulková M. Rybáriková |
| 2016  | 1er tour (1/32) Peng S. | J. Rae A. Smith       | 2e tour (1/16) Wang Y.        | B. Krejčíková K. Siniaková | 1er tour (1/32) Wang Y.   | A. Hlaváčková L. Hradecká | 1er tour (1/32) Wang Y.       | J. Görges Ka. Plíšková     |
| 2017  | 3e tour (1/8) Yang Z.   | R. Atawo Xu Y.        | 2e tour (1/16) Wang Q.        | Chan H-c. B. Krejčíková    | 1er tour (1/32) Duan Y-Y. | Chang K-c. S. Stephens    | 1er tour (1/32) K. Bondarenko | N. Hibino A. Rosolska      |
| 2018  | 1er tour (1/32) Han X.  | L. Chan A. Hlaváčková | -                             | -                          | 1er tour (1/32) Zhang S.  | T. Maria H. Watson        |                               |                            |

Sous le résultat, la partenaire ; à droite, l'ultime équipe adverse.

### En double mixte
| Année | Open d'Australie | Open d'Australie | Internationaux de France | Internationaux de France | Wimbledon                | Wimbledon                    | US Open | US Open |
| 2016  | -                | -                | -                        | -                        | 1er tour (1/32) G. Durán | A. Kudryavtseva Scott Lipsky | -       | -       |

Sous le résultat, le partenaire ; à droite, l'ultime équipe adverse.

## Parcours en Fed Cup
| #                                                              | Date       | Lieu         | Surface      | Gagnante(s)                  | Perdante(s)             | Score    |          |
|                                                                |            |              |              |                              |                         |          |          |
| 2012 - Barrage (groupe mondial II) - Argentine - Chine - 4 : 1 |            |              |              |                              |                         |          |          |
| 1                                                              | 21/04/2012 | Buenos Aires | Terre (ext.) | Mailen Auroux María Irigoyen | Liang Chen Liu Wan-Ting | 6-3, 6-4 | Parcours |

## Classements WTA en fin de saison
| Année          | 2005 | 2006 | 2007 | 2008 | 2009 | 2010 | 2011 | 2012 | 2013 | 2014 | 2015 | 2016 | 2017 |
| Rang en simple | 783  | 454  | 490  | 457  | 346  | 724  | 448  | 439  | 560  | 834  | 515  | -    | -    |
| Rang en double | 621  | 335  | 439  | 639  | 337  | 484  | 186  | 197  | 272  | 140  | 35   | 62   | 62   |

Source : (en) Classements de Liang Chen sur le site officiel de la Fédération internationale de tennis